# 昂特奈
昂特奈（法語：Anthenay，法語發音：[ɑ̃tnɛ]）是法国马恩省的一个市镇，位于该省西部偏北，属于兰斯区。

## 地理
昂特奈（49°8'29"N, 3°44'4"E）面积6.64 平方千米，位于法国大東部大區马恩省，该省份为法国东北部内陆省份，北起阿登省，西北接埃纳省，西南接塞纳-马恩省，南至奥布省，东南接上马恩省，东临默兹省。
与昂特奈接壤的市镇（或旧市镇、城区）包括：维莱阿格龙-艾吉济、马恩河畔沙蒂永、屈勒、奥利济、帕西格里尼、旺迪耶尔。

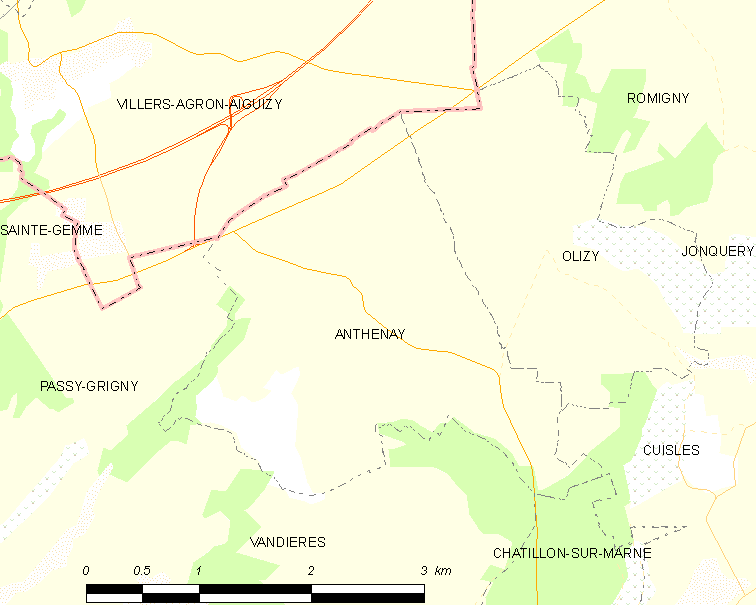
昂特奈的OSM定位图

昂特奈的时区为UTC+01:00、UTC+02:00（夏令时）。

## 行政
昂特奈的邮政编码为51700，INSEE市镇编码为51012。

## 政治
昂特奈所属的省级选区为多尔芒-香槟景县。

## 人口

1962-2008年间昂特奈人口变化图示

昂特奈于2022年1月1日时的人口数量为71人。